# Panela con limón
El té de panela (también llamado aguadulce, papelón o raspadura) es una bebida hecha con el azúcar concentrado de la caña de azúcar (panela) y agua, típica de varios países de Hispanoamérica como Colombia, Costa Rica, Venezuela y Panamá. También se lo consume en Europa, como es el caso de España, debido a la inmigración de latinoamericanos.
Básicamente vendría a ser una variante de la limonada en la cual se sustituye el azúcar por el preparado de caña mencionado.

## Propiedades y beneficios
La panela tiene características totalmente naturales ya que conserva todos los nutrientes de la caña tales como: vitamina C, hierro, calcio, magnesio y potasio.  Es una poderosa fuente de antioxidantes porque es energizante y aporta nutrientes y minerales al organismo durante la actividad física.
Los principales componentes nutricionales de la panela son los azúcares (sacarosa, glucosa y fructosa), las vitaminas (A, algunas del complejo B, C, D y E), y los minerales (potasio, calcio, fósforo, magnesio, hierro, cobre, zinc y manganeso, entre otros).
Gracias a su alto contenido de calcio ayuda a mantener los huesos sanos y hasta puede ayudar a fortalecer los dientes y prevenir la aparición de caries. Al contar con el hierro entre sus minerales la panela puede ser una gran aliada alimenticia para combatir la anemia.
Existe la percepción general de que este dulce de caña no es otra cosa que azúcar moreno. Sin embargo esta creencia esta alejada de la realidad. El azúcar morena se obtiene de añadir melaza al azúcar refinada. Los azúcares refinados pasan por un proceso industrial que las blanquea con aditivos químicos y le extrae todos los nutrientes provenientes del jugo de caña, concentrándolo en 99.99% de azúcar (Sacarosa).
Por el contrario, la panela no sufre el proceso de refinación ni blanqueo con aditivos. Por eso preserva naturalmente todos los nutrientes de la caña, tales la Vitamina C, hierro, calcio, magnesio y potasio, además de una fuente excelente de antioxidantes. Así mismo preserva el sabor acaramelado que lo caracteriza y contiene una mezcla de azúcares : sacarosa, glucosa y fructosa que por ser no refinadas son mejor absorbidas por el organismo. Muy poca gente sabe que el papelón contiene 10 veces más antioxidantes que el jugo puro de granada, así como niveles competitivos con el asaí (Euterpe oleracea).

## Preparación
Hacer agua de panela y reservar en un envase de vidrio. Agregar la media taza de jugo de limón y el agua. Dejar reposar durante tres horas o hasta se disuelva por completo.

## Variantes

### Costa Rica
En Costa Rica es muy popular el aguadulce con limón, especialmente en el Valle Central donde existía amplia explotación de caña de azúcar para elaborar tapa dulce, mediante trapiches y grandes extensiones de cultivo. También se consume mucho en la provincia de Limón donde se mezcla con jengibre y se conoce como hiel (de jengibre en inglés: «ale») o agua e sapo.

### Venezuela
El papelón con limón (también llamado coloquialmente "guarapo de papelón", particularmente en Oriente) es una de las bebidas más populares y de mayor consumo en Venezuela, tanto en la capital como en el interior del país. Los vendedores ambulantes aparecen en el centro de la ciudad durante las horas más calurosas del día con un carrito de supermercado donde tienen un barril, un cucharón y limones que exprimen al instante, también hay una versión que se le agrega jugo tamarindo o parchita.
Según el autor del libro Geografía gastronómica venezolana, Ramón David León, el papelón “se originó en la Colonia y específicamente en los prehistóricos trapiches venezolanos”. Agrega que “el papelón, el casabe, el queso de cincho y el aguardiente constituyeron en la contienda de la emancipación y los víveres corrientes que abastecen las huestes patriotas y las realistas”.
Su coloración oscura se debe a este simple proceso de elaboración ya que al ser sometida a poco refinamiento hace que conserve cierta turbidez pero a su vez mantiene alto su contenido de minerales entre los que se cuentan: potasio, magnesio, calcio, hierro, selenio y flúor, estos se encuentran en la panela en mínimas cantidades. El origen de la panela se remonta a la época de la esclavitud durante la conquista de América por parte de los españoles.